# Earinus limitaris
Earinus limitaris är en stekelart som först beskrevs av Thomas Say 1835.  Earinus limitaris ingår i släktet Earinus och familjen bracksteklar. Inga underarter finns listade i Catalogue of Life.